# Haseki

Peinture contemporaine de Roxelane, première épouse d'un sultan ottoman à détenir le titre d’Haseki.

Haseki (Ḫāṣekī; prononciation turque : haseˈci ) est le titre donné à la favorite du sultan de l’Empire ottoman. Par ce titre, la favorite occupait ainsi la fonction de conseillère du sultan.
Par la suite, la signification de ce titre a évolué pour signifier conjointe, concubine ou épouse impériale.
La favorite puis épouse légale du sultan Soliman le Magnifique, Roxelane, est la première à avoir porté ce titre.
Le titre de haseki, qui a été porté par des favorites du sultan jusqu'au XVIIe siècle, a perdu son caractère exclusif sous le règne du sultan Ibrahim Ier qui l'attribua à huit femmes simultanément.
Après le XVIIe siècle, kadın est devenu le titre le plus élevé à pouvoir être porté par les consorts impériales, bien que ce titre ne soit pas aussi prestigieux que haseki.

## Terme
Le mot haseki (خاصکي-خاصگی) vient du mot arabe Khassa خاصه auquel est ajouté le suffixe persan gi گی , ce qui signifie « attribuer quelque chose exclusivement à ». La haseki est donc celle qui appartient exclusivement au sultan.
En Occident, les dirigeants ottomans sont connus sous le nom de sultan, mais les Ottomans utilisaient également des termes persans tels que padişah (empereur) ou hünkar pour désigner leur dirigeant. Le titre officiel de l'empereur se composait de « sultan » et de « han » (par exemple, Sultan Suleiman Han ). Lors d'un discours officiel, les enfants du sultan étaient également nommés «sultans», les princes impériaux (şehzade) portant le titre avant leur prénom et les princesses impériales le portant après. On peut citer par exemple le fils du sultan Suleiman Şehzade Sultan Mehmed et sa fille Mihrimah Sultan. Comme les princesses impériales, les mères vivantes et les concubines principales du sultan régnant portaient le titre de « sultan » après leurs prénoms. C'est le cas par exemple de Hafsa Sultan, la mère de Soliman le Magnifique et également première sultane validé (reine mère), mais aussi de Roxelane, l'épouse de Soliman le Magnifique et première femme à porter le titre de haseki . L'évolution de l'utilisation de ce titre reflétait les changements de pouvoir parmi les femmes impériales, en particulier pendant la période du sultanat des femmes. Au fur et à mesure de l'érosion de la position de favorite au cours du XVIIe siècle, cette dernière a perdu le titre de « sultan », titre qui a été remplacé par « kadin », un titre lié à l'ancien « hatun ». À partir de cette période, la mère du sultan régnant était la seule personne de sang non impérial à pouvoir porter le titre de « sultan ».
Le titre haseki pouvait être porté avant ou après le prénom.

## Utilisation dans la royauté ottomane
Lorsque le titre haseki a commencé à être utilisé, ce dernier était détenu par la favorite du sultan qui détenait alors un statut spécial qui dépassait les autres titres et grades par lesquels les autres éminentes compagnes des sultans étaient connus (hatun et kadin). Une haseki avait ainsi une place importante dans le palais, étant la deuxième femme la plus puissante et jouissant du plus grand statut institué dans le harem impérial après la sultane validé (reine mère). Elle avait généralement des chambres proches de la chambre du sultan. La position de haseki, utilisée pendant un siècle, reflétait la grande puissance des concubines impériales, qui étaient d'anciennes esclaves, à la cour ottomane. Les hasekis bénéficiaient d'un statut plus élevé que les princesses ottomanes, qui les élevaient au rang d'égales avec les épouses des rois et empereurs en Europe.
Lorsque le rôle de sultane validé était vacant, une haseki pouvait également assumer ce rôle, et ainsi avoir accès à des ressources économiques considérables, devenir la cheffe du harem impérial, conseiller également le sultan en matière politique, voire avoir une influence sur la politique internationale de l'Empire. Les exemples les plus marquants de hasekis ayant eu une telle influence sont Roxelane et Kösem.
Après avoir épousé sa favorite Roxelane en 1534, le sultan Soliman le Magnifique décide de créer pour elle le titre de haseki, lui conférant ainsi un statut officiel de conseillère du sultan.
Cette dernière a par la suite bénéficié de plusieurs droits spéciaux pendant son mandat, en particulier après la mort de la mère de Soliman le Magnifique, Hafsa Sultan, la première sultane validé (reine mère).
Roxelane a ainsi été autorisé à donner naissance à plus d'un fils au sultan, ce qui constitue une violation flagrante de l'ancien principe du harem impérial qui précise « une concubine - un fils », un principe conçu pour empêcher à la fois les querelles entre frères de sang pour accéder au trône mais également pour éviter que la mère du sultan ait une influence trop grande. En 1533 ou 1534 (la date exacte est inconnue), le sultan Soliman le Magnifique épouse Roxelane lors d'une magnifique cérémonie officielle, faisant de lui le premier sultan ottoman à se marier depuis Orhan Gazi (qui régna de 1326 à 1362), et violant une coutume vieille de 200 ans de la Maison impériale ottomane selon laquelle les sultans ne devaient pas épouser leurs concubines.
Plus tard, Roxelane est devenue la première mère de prince à rester à la cour du sultan pour la durée de sa vie. En effet, dans la tradition de la famille impériale ottomane, l'épouse d'un sultan ne devait rester dans le harem que jusqu'à ce que son fils atteigne la majorité (vers 16 ou 17 ans), après quoi elle serait renvoyée de la capitale, accompagné de sa mère, pour gouverner une lointaine province. Roxelane, elle, est devenue la partenaire du sultan Soliman le Magnifique, non seulement pour l'aider à gérer la résidence impériale mais également dans la gestion des affaires de l'État. Grâce à son intelligence, elle a agi en tant que conseillère principale de Soliman, ayant une influence considérable sur la politique étrangère de l'Empire ottomane. L'accession au pouvoir de Roxelane marqua le début de l'influence croissante des consorts impériales détenant le titre de haseki. Même elle jouissait d'une grande influence à la court, la favorite du sultan Mehmed III, Nur-Banu, ne portait pas le titre de haseki, probablement en raison du rôle de premier plan joué par la mère du sultan, Safiye Sultan.
Le titre de haseki a de nouveau été utilisé sous le règne du fils de Mehmed III, Ahmed. La carrière d'Ahmed ressemble ainsi beaucoup à celle de Soliman le Magnifique. A l'image de ce dernier, Ahmed choisit d'attribuer à sa deuxième ou troisième concubine, Kösem, le titre de haseki.
La plus grande contribution de Kösem au cours de son mandat de haseki a sans doute été les modifications importantes du mode de succession au trône, passant d'un système de primogéniture à un système basé sur l'ancienneté agnatique. En effet, elle a dû se rendre compte du gain personnel qui pouvait découler de ce passage à l'ancienneté, doublé du fait qu'elle n'était plus seulement une haseki mais qu'elle avait également un fils « en attente ». Selon un ambassadeur vénitien, Kösem « a fait pression pour épargner la mort au frère du sultan, Mustafa, dans le but inavoué de sauver son propre fils du même sort ». Ce nouveau système signifiait que les dirigeants potentiels devaient attendre longtemps dans les kafes avant de monter sur le trône, d'où la vieillesse de certains sultans lors de leur intronisation, ce qui a fait que tous les şehzades ont perdu leur chance de devenir un jour le dirigeant de l'une des provinces ottomanes dans le cadre de leur formation pour devenir digne héritier du trône.

### Déclin des Haseki
L'un des résultats de tous ces changements a été que la position de haseki a perdu sa logique traditionnelle. En effet, le rôle politique d'une mère commençait traditionnellement par la création d'un foyer séparé pour son fils. La création de son identité politique publique entraînait sa séparation avec le sultan et avec sa maison. Mais lorsque sous l'ancienneté agnatique, les şehzades ont perdu l'accès à l'âge adulte public, leurs mères ont également perdu leurs rôles publics. Il allait à l'encontre du protocole de la politique dynastique d'honorer publiquement la mère du fils qui n'avait pas encore obtenu d'identité publique. La position de haseki comme véritable favorite du sultan était donc incompatible avec la pratique de l'ancienneté agnatique.
Kösem a ainsi été la dernière des hasekis ottomanes à avoir eu une influence importante. Il est également probable que le déclin du titre de haseki ainsi que la réémergence de la sultane validé dans les premières décennies du XVIIe siècle soient également liés à la personnalité de Kösem. En 1617, cette dernière cesse d'être une haseki. Elle souhaite conserver le pouvoir, mais elle sait qu'elle ne pourra le faire que grâce à son statut de sultane validé (reine mère).
Après la mort d'Ahmed Ier en 1617, le titre de haseki perd son statut spécial. Le sultan Osman II avait une épouse de rang haseki, mais tout ce que l'on peut déterminer à son sujet, c'est qu'elle s'appelait Ayşe. Comme pour Osman, on sait très peu de choses sur les concubines de son frère Mourad IV. Les registres des pensions du palais mentionnent la présence d'une seule haseki, Ayşe, jusqu'à la toute fin des dix-sept ans de règne de Mourad, lorsqu'une deuxième haseki apparaît. Il est possible que Mourad n'ait eu qu'une seule concubine jusqu'à l'avènement de la seconde, ou qu'il ait eu plusieurs concubines mais n'en ait désigné que deux comme hasekis. De son côté, le sultan Ibrahim Ier avait huit hasekis, dont les trois premières - Turhan, Aşub et Muazzez - avaient chacune un fils.
La présence de plus d'une haseki durant le règne est un changement significatif. Elle constitue le signe avant-coureur de la fin de l'ère des haseki. Avec la forte personnalité et l'influence que Kösem avait pris en tant que haseki puis en tant que sultan validé, le titre de haseki perdit son statut spécial lorsqu'il fut détenu par huit femmes simultanément. Au cours de cette période, la signification du titre a commencé à passer d'une « concubine en chef » et d'une « favorite unique » à quelque chose de plus général comme « la concubine impériale », similaire au hatun « Le titre de haseki n'a été utilisé que durant environ un siècle jusqu'au XVIIe siècle. Après cela, kadın est redevenu le rang le plus élevé pour les époux impériaux, utilisé avec le titre efendi . La dernière femme de l'histoire ottomane à avoir utilisé le titre de haseki était Rabia Sultan ».

## Liste des Hasekis
Le titre a été utilisé pour la première fois au XVIe siècle pour Roxelane, lorsqu'elle a reçu les faveurs du sultan Soliman le Magnifique. Elle était sa principale concubine et la mère de Selim II. Après en avoir fait sa favorite, Soliman décida de l'épouser et d'en faire son épouse légale. Roxelane est ainsi devenue l'une des femmes les plus puissantes de l'Empire ottoman. Le titre a ensuite été détenu par Nurbanu Sultan, favorite puis épouse légale du sultan Sélim II, et mère du sultan Mourad III. En 1575, juste après l'avènement de Mourad, Safiye Sultan est également devenue haseki et fut dotée d'un rang plus élevé que les propres sœurs du sultan, Ismihan Sultan, Gevherhan Sultan et Şah Sultan.
Leslie P. Peirce souligne que pendant le règne de Mehmed III, le titre haseki n'a pas été utilisé. Cependant, selon l'historien contemporain Mustafa Selaniki, Mehmed avait une haseki, qui avait d'un fils, et qui mourut de la peste en juillet 1598, au début de son règne.
Le fils de Mehmed, Ahmed Ier, a donné le titre de haseki à Kösem, sa favorite et mère des sultans Mourad IV et Ibrahim Ier. Osman II a eu aussi une haseki, Ayşe Sultan. Les registres de la cassette royale mentionnent qu'Ayşe était la seule haseki de Mourad IV, jusqu'à la toute fin du règne de dix-sept ans de Mourad, lorsqu'une deuxième haseki apparaît. Cependant les hasekis ont continué à détenir un rang plus haut que les princesses.
Rompant avec la notion d'exclusivité du titre de haseki, le sultan Ibrahim est le premier à avoir attribué le titre de haseki à huit femmes : Turhan, Aşub, Muazzez, Ayşe, Mahienver, Șivekar, Saçbağli et Hümaşah Sultan . Le fils et successeur d'Ibrahim, lui, est connu pour n'avoir qu'une seule haseki : Emetullah Rabia Gülnuş. Le sultan Soliman II n'avait pas de haseki mais son frère Ahmed II avait, lui, une haseki : Rabia Sultan.
| Nom                                                  | Nom de jeune fille                              | Origine                                        | A cessé d'être l'époux impérial | Décès             | Conjoint              |
| ---------------------------------------------------- | ----------------------------------------------- | ---------------------------------------------- | ------------------------------- | ----------------- | --------------------- |
| Roxelane خُرَّم سلطان                                   | Alexandra ou Anastazja Lisowska                 | ruthène. Fille d'un prêtre orthodoxe           | 15 avril 1558                   | 15 avril 1558     | Soliman le Magnifique |
| Nur-Banu نور بانو سلطان                              | Cécilia Venier-Baffo ou Rachel ou Kalē Kartanou | Vénitien de naissance noble ou juif ou grec    | 15 décembre 1574                | 7 décembre 1583   | Sélim II              |
| Safiye Sultan صفیه سلطان                             |                                                 | albanaise                                      | 15 janvier 1595                 | 10 novembre 1618  | Mourad III            |
| Kösem قسّم سلطان                                      | Anastasia (?)                                   | Grec. Fille d'un prêtre sur l'île de Tinos (?) | 22 novembre 1617                | 3 septembre 1651  | Ahmed Ier             |
| Ayşe Sultan عایشه سلطان                              |                                                 | inconnu                                        | 1622                            | après 1640        | Osman II              |
| Ayşe Sultan عایشه سلطان                              |                                                 |                                                | 1640                            | 1680              | Mourad IV             |
| Sultan Şemsişah (Possible deuxième Haseki de Mourad) |                                                 | Inconnu                                        | 1640                            | Après 1640        | Mourad IV             |
| Hatice Turhan ترخان سلطان                            |                                                 | russe ou ukrainien                             | 12 août 1648                    | 4 août 1683       | Ibrahim I             |
| Saliha Dilasub Sultan آشوب سلطان                     |                                                 | inconnu                                        | 12 août 1648                    | 4 décembre 1689   | Ibrahim I             |
| Muazzez Sultan معزز سلطان                            |                                                 | inconnu                                        | 12 août 1648                    | 1687              | Ibrahim I             |
| Ayşe Sultan عایشه سلطان                              | Ayşe                                            | Tatar de Crimée                                | 12 août 1648                    |                   | Ibrahim I             |
| Mahienver Sultan ماه انور سلطان                      |                                                 | Circassien                                     | 12 août 1648                    |                   | Ibrahim I             |
| Saçbagli Sultan                                      | Leïla                                           | Circassien                                     | 12 août 1648                    | 1694              | Ibrahim I             |
| Sivekar Sultan شوکار سلطان                           | Meryem                                          | arménien                                       | 12 août 1648                    | 11 septembre 1688 | Ibrahim I             |
| Hümasah Sultan <br /> ھما شاہ سلطان                  | Humasah                                         | Circassien ou probablement du géorgien         | 12 août 1648                    | 28 avril 1680     | Ibrahim I             |
| Emetullah Rabia Gülnuş <br /> گلنوش سلطان            | Evmania Voria                                   | grec                                           | 8 novembre 1687                 | 6 novembre 1715   | Mehmed IV             |
| Rabia Sultan <br /> رابعه سلطان                      | Inconnue                                        | Inconnue                                       | 6 février 1695                  | 14 janvier 1712   | Ahmed II              |